# قيقبية
الفصيلة القيقبية فصيلة نباتية من رتبة الصابونيات. تضم جنسين أو أربعة أجناس (حسب آراء علماء تصنيف النبات المختلفة). معظم النباتات التي تتبع هذه الفصيلة من الأشجار والشجيرات، وأهمها شجرة الإسفندان أو القيقب.